# The Acid Test (film 1915)
The Acid Test è un cortometraggio muto del 1915. Il nome del regista non viene riportato nei titoli.

## Produzione
Il film fu prodotto dalla Balboa Amusement Producing Company. Venne girato a Long Beach, la cittadina californiana sede della casa di produzione.

## Distribuzione
Distribuito dalla Pathé Exchange, il film uscì nelle sale cinematografiche statunitensi il 20 febbraio 1915.